# Çilek Kokusu
Çilek Kokusu (en español: Olor a fresa) es una serie de televisión turca de 2015 producida por Gold Film para Star TV. Es una adaptación de la serie surcoreana The Heirs emitida por la cadena SBS.

## Trama
Asli (Demet Özdemir) es una pastelera que disfruta su trabajo con entusiasmo, un día sufre un desafortunado episodio donde tiene un accidente con un desconocido de nombre Burak (Yusuf Çim), cuando en la entrega de uno de sus pasteles de fresa ambos tienen un accidente en coche provocando que el trabajo de ella se arruine y por consecuencia el inminente despido de ella.
Al perder su trabajo, Asli busca alguna solución para continuar pagando sus estudios de universidad, y es cuando su amiga Gonca la invita a Bodrum en la temporada alta de verano, en busca de un nuevo empleo, por lo que decide mudarse a la ciudad turística y consigue un empleo importante en un hotel, lo que no se espera es reencontrarse allí con Burak, aquel chico con el que tuvo el desafortunado encuentro por el que perdió su antiguo trabajo y que para su sorpresa es el dueño del hotel y, por lo tanto, su nuevo jefe.
Tras este nuevo encuentro, Asli descubrirá que Burak, es un famoso mujeriego, arrogante y completamente distinto a lo que ella busca en un hombre, sin embargo ella despertará en él un sentimiento por el cual él empezará a cambiar y al descubrir que ella se encuentra enamorada de Volkan (Ekin Mert Daymaz) comenzará un triángulo amoroso.

## Reparto
| Actor              | Personaje             |
| ------------------ | --------------------- |
| Demet Özdemir      | Aslı Koçer Mazharoğlu |
| Yusuf Çim          | Burak Mazharoğlu      |
| Ekin Mert Daymaz   | Volkan Mazharoğlu     |
| Mahir Günşiray     | Nihat Mazharoğlu      |
| Mine Tugay         | Elçin Mazharoğlu      |
| Murat Başoğlu      | Sinan Mazharoğlu      |
| Laçin Ceylan Selda | Selda Mazharoğlu      |
| Anil Celik         | Erdem                 |
| Idil Sivritepe     | Eda                   |
| Utku Ates          | Baris                 |

## Emisión original
| Temporada | Temporada | Episodios | Episodios | Emisión original    | Emisión original        |
| Temporada | Temporada | Episodios | Episodios | Primera emisión     | Última emisión          |
| --------- | --------- | --------- | --------- | ------------------- | ----------------------- |
|           | 1         | 23        | 23        | 24 de junio de 2015 | 27 de noviembre de 2015 |